# Monety oblężnicze Gdańska (1577)

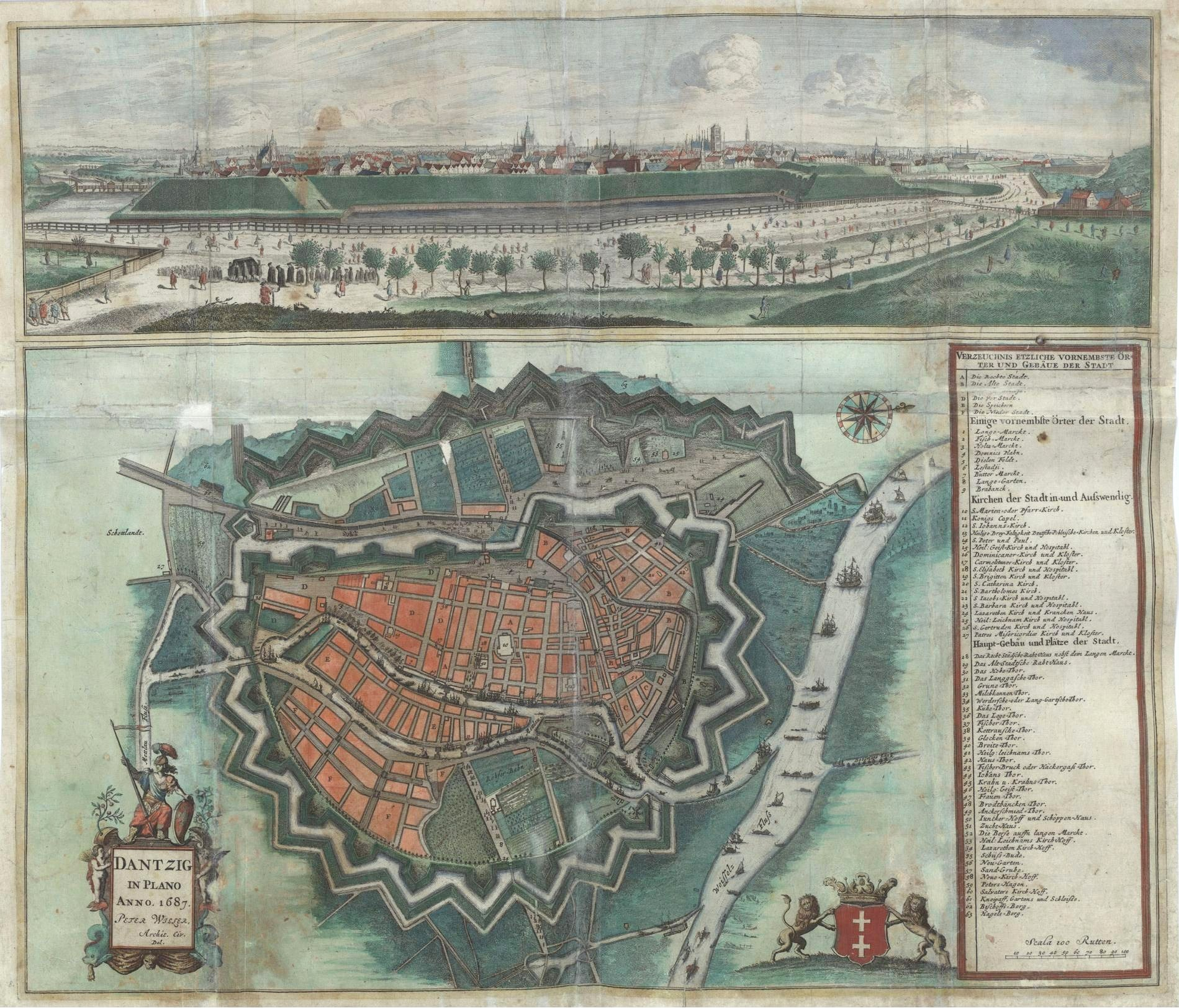
Mapa Gdańska z XVII wieku

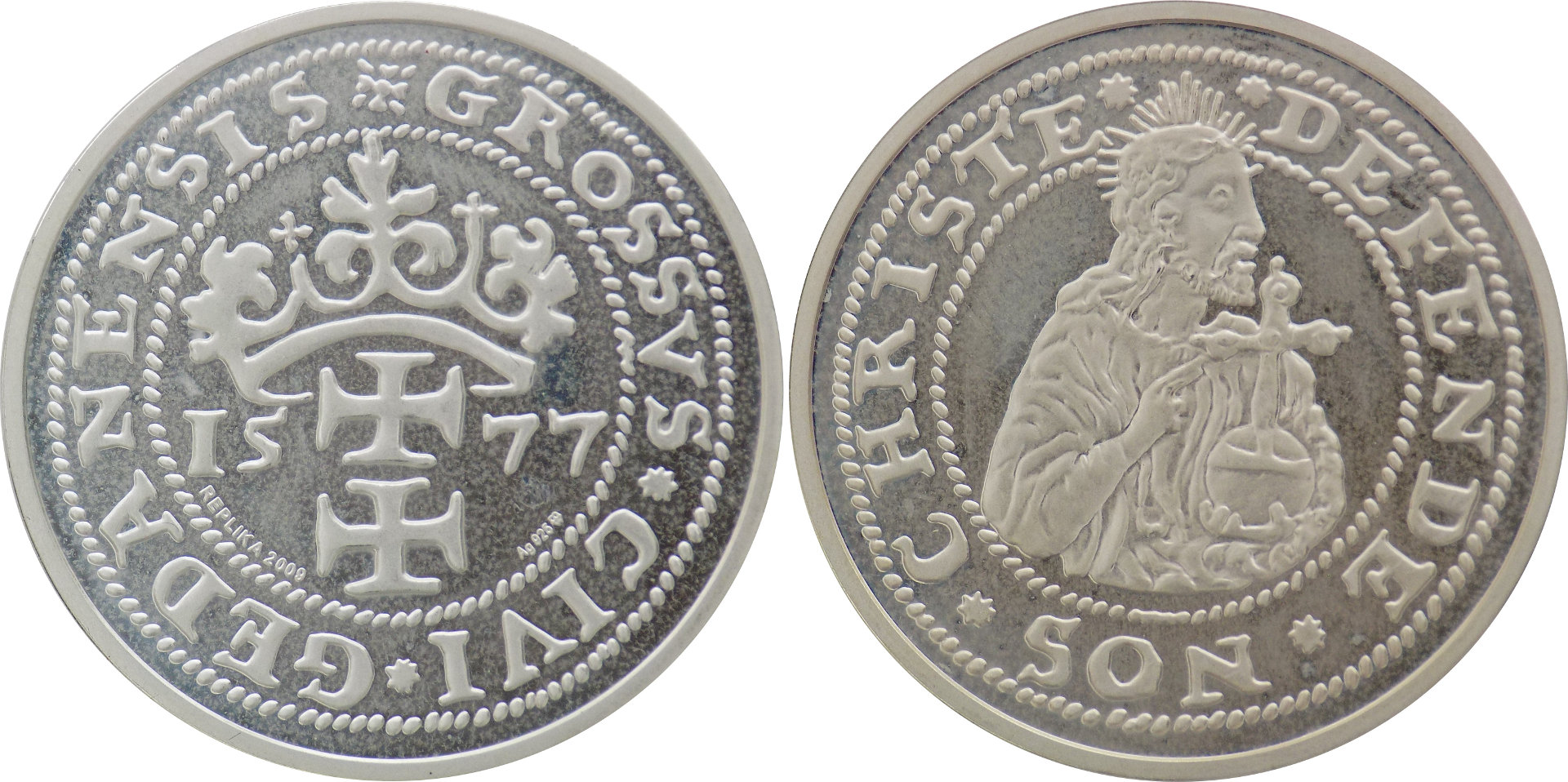
XXI-wieczna replika grosza (1577)

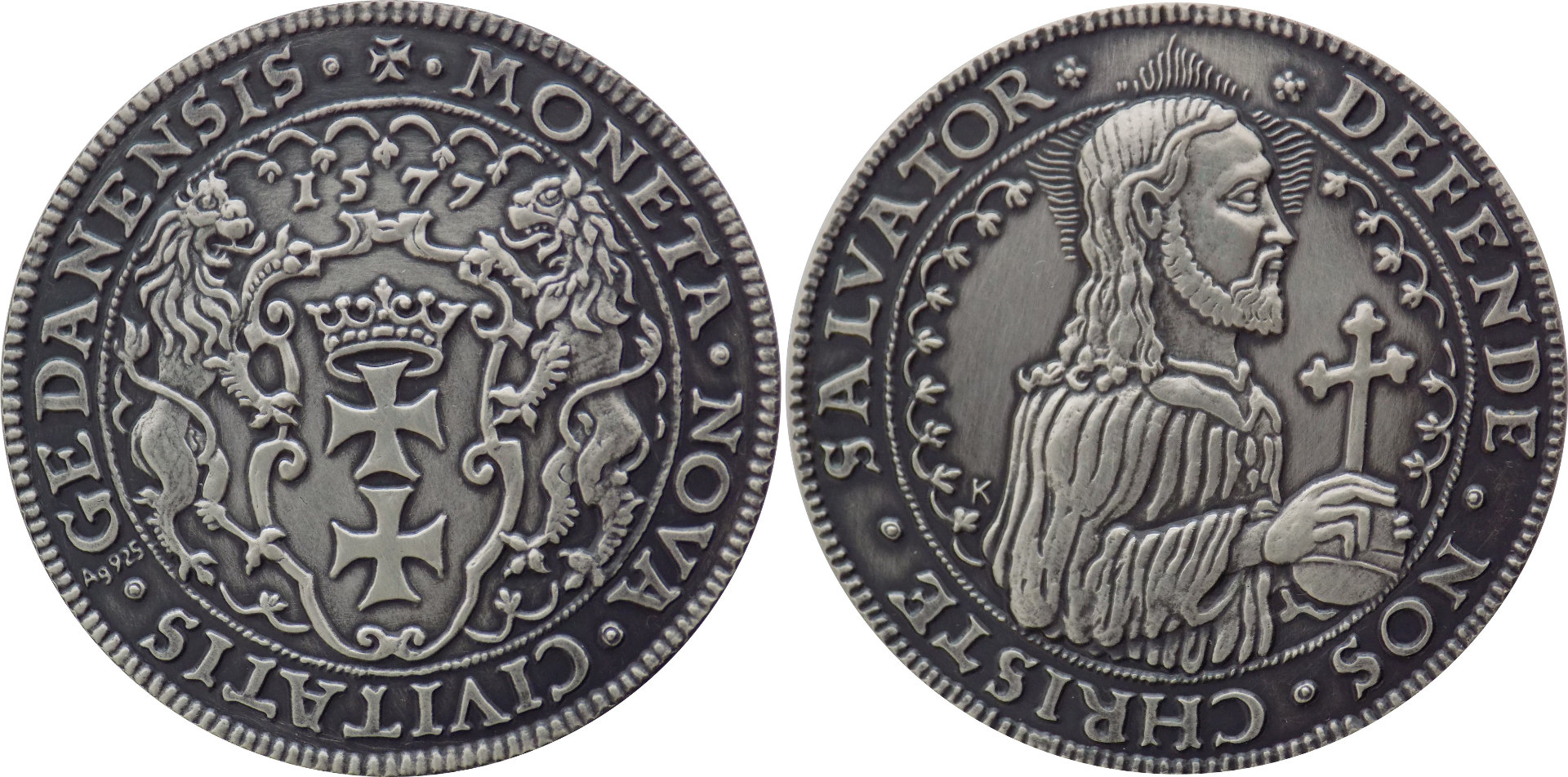
XXI-wieczna replika talara (1577)

Monety oblężnicze Gdańska – monety bite w roku 1577, jako następstwo opowiedzenia się Gdańska po drugiej wolnej elekcji po stronie cesarza Maksymiliana i nieuznawania za króla Stefana Batorego.
Po koronacji 23 kwietnia 1576 r. Stefana Batorego na króla, Gdańsk, chcąc wynegocjować warunki hołdu, wysłał swoje poselstwa. Miastu chodziło przede wszystkim o zniesienie ograniczeń praw i swobód narzuconych w Statutach Karnkowskiego. Widząc, że król prze do konfrontacji, już od końca maja 1576, do 18 marca 1577 r., miasto zajmowało i spisywało kosztowności będące w posiadaniu:
- kościołów, poza używanymi paramentami liturgicznymi,
- kamlarii (kasy miejskiej) i
- w skrzyniach cechowych.

Zimą 1576/1577 wojsko koronne zablokowało Gdańsk od lądu, a w czerwcu zamknięto oblężenie.
Ostatecznie, po 10 miesiącach oblężenia, cele Gdańska zostały osiągnięte – skasowano Statuty Karnkowskiego – za cenę złożenia Stefanowi Batoremu hołdu (16 grudnia 1577 r.) oraz wniesienia kontrybucji w wysokości 200 tys. złotych polskich.
Z wyjątkiem dukatów bitych na stopę węgierską i przeznaczonych na zastąpienie w obiegu lżejszych zagranicznych dukatów, wszystkie inne monety oblężnicze wybijane w Gdańsku w r. 1577 miały stopę znacznie niższą od swej nominalnej wartości i dlatego, edyktem króla Stefana Batorego z dnia 10 lipca 1578 r., zostały wywołane z obiegu. Wtedy też rada miejska wykupiła ostatnie monety wielkiego bezkrólewia.

## Mennictwo
Spisane srebra, w tym pomnikowe dzieła gotyckiego złotnictwa, od 5 czerwca 1577 r. wydawano w celu przebicia na monety. Na początku do przerobu poszły srebra z kościoła Panny Marii. Łącznie przetopiono 540 kg srebra, co dało 20 768 talarów.
Bicie srebrnych monet zlecono pierwotnie Kacprowi Goebelowi – wynalazcy prasy menniczej. Goebel prowadził mennicę miejską wspólnie z Wilhelmem Schrciehenem do końca sierpnia 1577 r., kiedy oskarżono go o przywłaszczenie przeszło 4000 sztuk wybitych już talarów. W konsekwencji 14 października miasto powierzyło emisję srebrnych nominałów innemu mincerzowi, sprowadzonemu z Lubeki Walterowi Tallemanowi.
31 sierpnia rada miejska zawarła umowę z jednym ze swoich obywateli Gracjanem Gonsalo na bicie złotych dukatów według stopy węgierskiej.

## Monety
W czasie oblężenia bito:
- szelągi,
- grosze,
- półtalary,
- talary, oraz
- dukaty.

Te ostatnie produkowano w odrębnej mennicy złotej.
Wobec antyprotestanckich wypowiedzi pojawiających się po polskiej stronie, na awersie zamiast popiersia królewskiego, umieszczono półpostać Chrystusa z globem w dłoni, jako Króla Królów, otoczonego legendą:

DEFENDE NOS CHRISTE SALVATOR

(pol. broń nas Chryste zbawicielu), skracanego na monetach mniejszych nominałów.

### Srebrne
Bito je na podstawie wcześniejszych przywilejów królewskich, za pomocą nowo urządzonej prasy walcowej. Monety przewyższały zarówno pod względem artystycznym jak i technicznym inne wybijane w tym czasie pieniądze. Rysunek Chrystusa i litery legendy były wykonany bardzo starannie.
Monetami bitymi przez Goebla były:
- szelągi,
- grosze i
- talary.

Monetami bitymi przez Tallemana były:
- grosze,
- półtalary i
- talary.

Różniły się od goeblowskich głównie znakiem kawki (gołąbka) rozdzielającym napisy na awersie lub rewersie. Monety Tallemana bito stemplem płytkim, dlatego stan ich zachowania w XXI w. jest zwykle gorszy.

#### Szelągi[5]
- średnica: 20 mm,
- masa: 1,13 grama,
- awers: półpostać Chrystusa, dookoła napis: „DEFENDE NOS CHRISTE”
- rewers: herb Gdańska, rok 15–77, dookoła napis: „SOLIDVS CIVI GEDANENSIS”.

Pomiędzy poszczególnymi słowami legendy na awersie mogą występować różne znaki separacyjne (+, x, •).
Znanych jest 6 odmian. Istnieją również odbitki w złocie o masie półdukata.

#### Grosze[6]
- średnica: 23 mm,
- masa: 1,90 grama,
- awers: półpostać Chrystusa, dookoła napis: „DEFENDE NOS CHRISTE”,
- rewers: herb gdański i rok 15–77, dookoła napis: „GROSSVS CIVI GEDANENSIS”.

Pomiędzy poszczególnymi słowami legendy na awersie mogą występować różne znaki separacyjne (*, +, •, mały trójkąt).
Znanych jest ponad 30 odmian. Istnieją również odbitki w złocie.
Monety bite przez Tallemana odróżniane są po kawce (gołąbku). Położenie tego znaku generuje 3 zasadnicze odmiany, w kilku wariantach.

#### Półtalary[7][8]
- średnica: 35 mm,
- masa: 13,75 grama,
- awers: półpostać Chrystusa, w lewej ręce kula ziemska z krzyżem, prawą błogosławi, dookoła napis: „DEFENDE NOS CHRISTE SALVATOR”,
- rewers: dwa lwy z tarczą gdańską, nad nią rok 1577, dookoła napis: „MONETA NOVA CIVI GEDANENSIS”.

Pomiędzy poszczególnymi słowami legendy na awersie mogą występować różne znaki separacyjne (*, +, •). Napis na rewersie zaczyna się od kawki.
W XXI w. półtalary są monetami rzadkimi. Znane są 4 odmiany. Istnieją również odbitki w złocie.
Pod względem jakości bicia ze wszystkich tallemanowskich monet, półtalary posiadają najmniej wad. Okazy bite w złocie wykonano bardzo starannie. Srebrne bywają zwykle nieodbite z jednego albo drugiego boku.

#### Talary[9]
- średnica: 41 mm,
- masa: 27,50 grama,
- awers: półpostać Chrystusa, w lewej ręce kula ziemska z zatkniętym krzyżem, prawą błogosławi, dookoła napis: „DEFENDE NOS CHRISTE SALVATOR”,
- rewers: dwa lwy z tarczą gdańską, nad nią rok 1577, dookoła napis: „MONETA NOVA CIVITATIS GEDANENSIS +.”

W niektórych odmianach zamiast „+” jest kawka (gołąbek).
Znanych jest 17 odmian. Rozpoznano 6 odmian rysunku półpostaci Chrystusa. Istnieją również odbitki w złocie.
Talary mają rysunek Chrystusa odmienny niż na groszach, z ręką błogosławiącą wystawioną do przodu. Po obu stronach postaci występuje wzór zbliżony do perełkowego. Istnieją talary bite tym samym stemplem, ale o masie dwukrotnie większej (dwutalary).
Monety bite przez Tallemana różnią się głównie znakiem kawki (gołąbka) rozdzielającym napis na awersie lub rewersie. Bito je stemplem płytkim, dlatego w XXI w. stan ich zachowania jest zwykle gorszy. Rysunek monet wykonany jest niestarannie. Są nieco rzadsze od goeblowskich.

### Złote
Dukaty były bite przez Gonsalo na stopę węgierską po 56 sztuk z grzywny 23,5 karatowego złota, a więc jako pełnowartościowe monety o masie dukata. Monety w XXI w. są bardzo rzadkie. Pojawiały się nawet opinie, że te znane wśród kolekcjonerów są monetami nowego bicia stemplami odnalezionymi w archiwum gdańskim w 1901 r. Istnieją falsyfikaty Feina i Schneidera, które jednak można odróżnić od XVI-wiecznych oryginałów.

#### Dukaty[10]
- średnica: 22 mm,
- masa: 3,57 grama,
- awers: Chrystus w pełnej postaci, prawą ręką błogosławiący, a w lewej trzymający kulę ziemską, rok 1577, dookoła napisy: „DEFENDE NOS – SALVATOR”
- rewers:
  - dwa lwy z tarczą gdańską oraz napis otokowy: „MONE NO AVR CIVI GEDANENS”, a po nim rozeta
  - jak wyżej lecz nad herbem Gdańska litera R,
  - jak wyżej lecz napis otokowy: „MONETA NOVA CIVITATIS GEDANENSIS”.

Znanych jest 8 odmian. Istnieją monety o masie 4 oraz 5,5 dukata.

### Kontrasygnowane

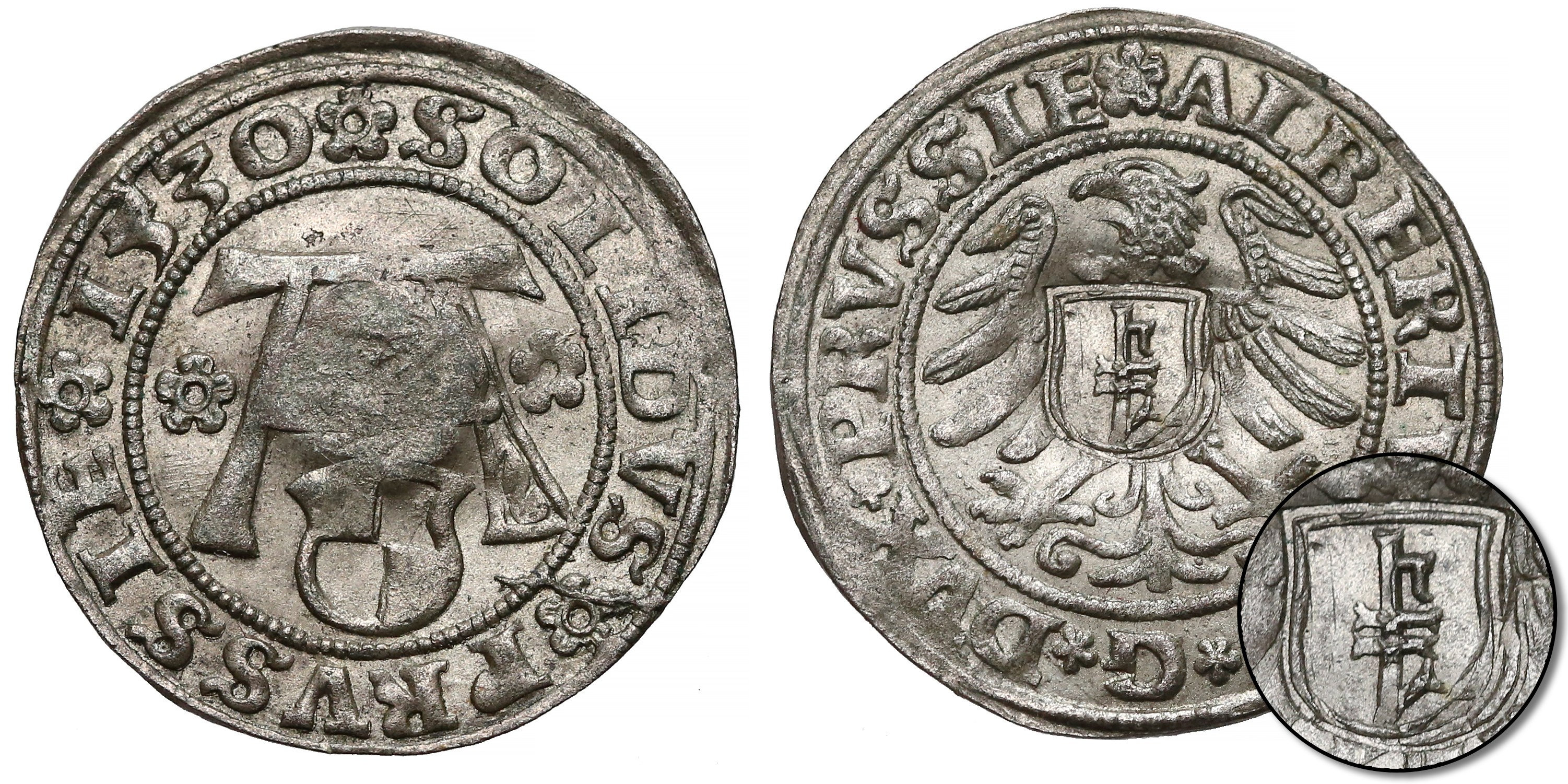
Kontrasygnatura na szelągu pruskim

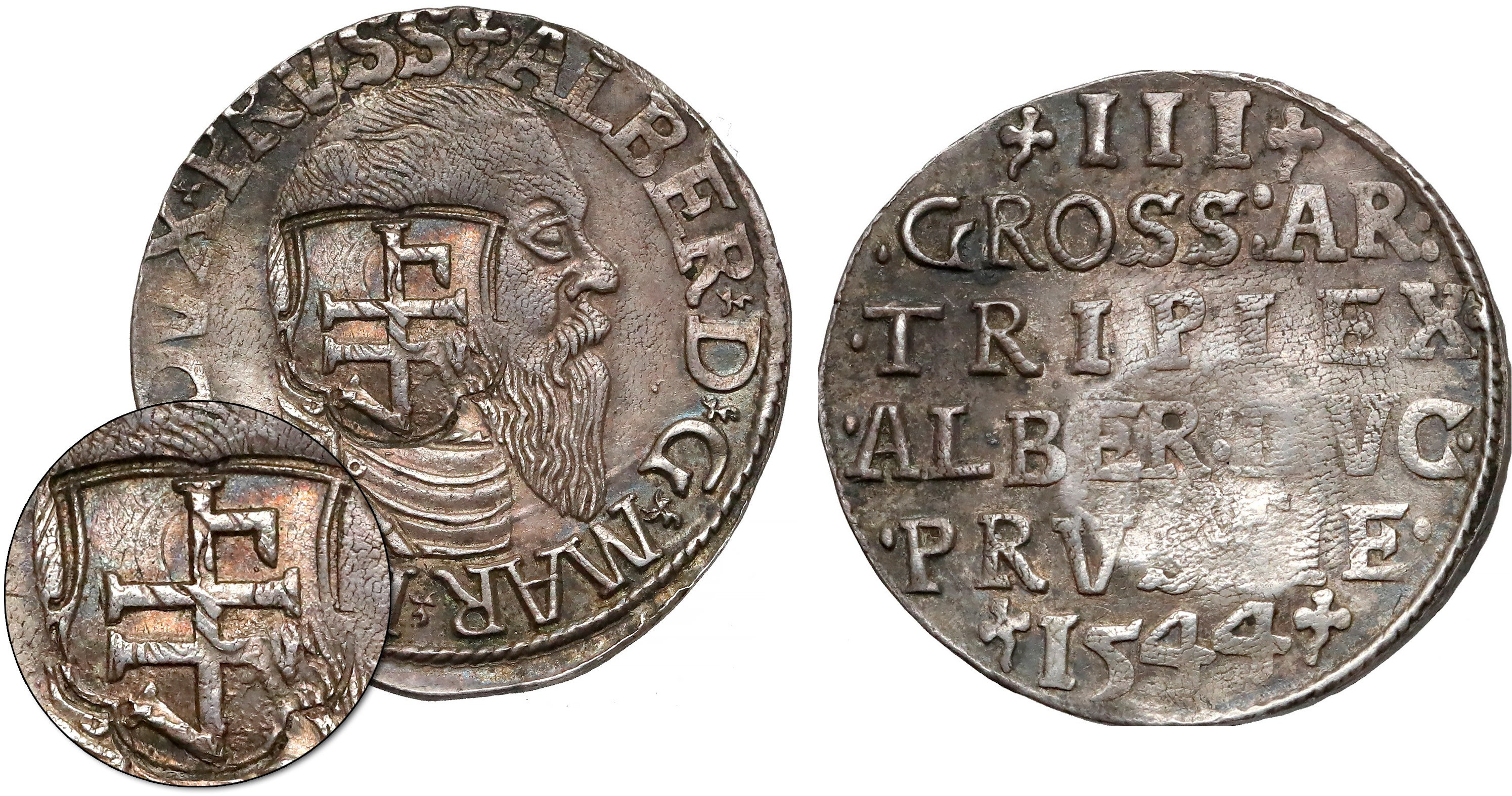
Kontrasygnatura na trojaku pruskim

Do obiegu wprowadzano również kontrasygnowane herbem Gdańska obce monety złote po wyższym kursie, przede wszystkim dukaty węgierskie, a także śląskie, cesarskie, wyjątkowo litewskie, oraz ryale angielskie. Wątpliwymi są jednak kontrasygnaty niderlandzkiego dwudukata typu hiszpańskiego. Znane są nieliczne kontrasygnatury monet srebrnych, głównie groszy i trojaków księcia Albrechta pruskiego. Kontrasygnatura do walorów srebrnych przedstawiała prywatny gmerk, być może mincerza do złota, Gracjana Gonsalo.

#### Znaki kontrasygnatury[12]
- hak pionowy dwukrotnie przekrzyżowany z wypustkami u góry i dołu zwróconymi w prawo,
- hak ozdobny z wypustkami zwróconymi w obu kierunkach,
- hak podobny w większym rozmiarze,
- trzy haki razem przekrzyżowane,
- herb gdański bez obramowania.

## Literatura
- Kazimierz Władysław Stężyński-Bandtkie – Numismatyka krajowa, 1839–1840
- F.A.Vossberg – Geschichte der Preussischen Munzen und Siegel von Fruhester. Zeit bis zum Ende der Herrschaft der Deutschen Ordens – Berlin 1843
- A. Vossberg – Münzen und Siegel der preussischen Stadte Danzig, Elbing, Thorn, so wie der Herzoge von Pomerallen in Mittelalter – Berlin 1841
- E. Hutten-Czapski – Catalogue de la Collection Petersburg, tom 1-5 – Kraków, 1871–1916
- M. Gumowski – Podręcznik numizmatyki polskiej, Kraków, 1914
- H. Mańkowski – Fałszywe monety polskie, Poznań, 1939
- I. Zagórski – Monety dawnej Polski, Warszawa, 1945
- M. Gumowski – Mennica Gdańska, Gdańsk, 1990
- Catalog der polnischen Münzen und Medaillen der Mathy'schen Sammlung... – catalogue des monnaies et médailles polonaises composant le Cabinet Mathy – publikowany: Danzig : Druck von Edwin Groening, 1858

Tekst pierwotny artykułu bazował na źródłach pochodzących z XIX i XX w. Język XIX w. został zmieniony, z wykorzystaniem XXI w. znaczeń pojęć numizmatycznych.